# کلات محمک
کلات محمک، روستایی از توابع بخش سندرک شهرستان میناب در استان هرمزگان ایران است.

## جمعیت
این روستا در دهستان بندر قرار دارد و براساس سرشماری مرکز آمار ایران در سال ۱۳۸۵، جمعیت آن ۷ نفر (۴خانوار) بوده‌است.